# Seljalandsfoss
Seljalandsfoss é uma cascata localizada na Islândia. Está localizada na região sul da Islândia, no município de Rangárthing eystra, na Rota 1 entre Hvolsvöllur e Skógar, diretamente na junção da encosta até Þórsmörk. A queda-d'água cai de 60 metros e faz parte do rio Seljalands que tem sua origem no glaciar do vulcão Eyjafjallajökull. Os visitantes podem caminhar atrás da cascata em uma pequena caverna.
A Seljalandsfoss é uma das cascatas mais visitadas e fotografadas da Islândia.

## Controvérsia
Os planos para construir um centro de informações a 8 metros de altura e 2 000 metros quadrados próximo da cascata provocaram polêmica na Islândia em maio de 2017. Os opositores aos planos argumentaram que a construção iria arruinar a vista da cascata e a aparência natural da área.